# Parc Natural de la Marjal de Pego-Oliva
El Parc Natural de la Marjal de Pego-Oliva és un parc natural del País Valencià que ocupa la pràctica totalitat de la Marjal de Pego-Oliva, la qual s'estén per les poblacions d'Oliva (la Safor) i Pego (la Marina Alta).
El paratge té una extensió de 1.248 hectàrees i fou declarat parc natural pel Govern valencià el 9 de gener de 1995. Conté un sistema de dunes que s'estén al sud del riu Serpis. És conformat per espais palustres i arrossars. La seua formació es deu al procés de colmatació que va sofrir una antiga badia, que va convertir en albufera i que posteriorment la va acabar convertint en l'actual marjal. A causa d'això constituïx una extensió uniforme de senillars amb nombroses basses d'aigua neta que és travessada per una xarxa d'antigues séquies.

## Vegetació
En la part situada a l'interior del paratge destaquen les mallades amb tamarius (Tamarix) i les jonqueres. La marjal pròpiament dita és coberta de senillars i en els canals i basses existix una bona representació de vegetació subaquàtica. En el curs alt dels rius, gràcies a la qualitat de les aigües, s'hi conserven espècies vegetals (i també animals) extintes en gairebé tot el territori original.

## Fauna
Les excel·lents condicions en què es troba l'aigua de la marjal permeten que hi haja poblacions d'invertebrats, com les gambetes o els petxinots.
Entre els peixos destaca la presència del samaruc (Valencia hispanica) i la raboseta. Els rèptils més característics del parc són la tortuga d'aigua i la tortuga d'aigua europea.
Les aus s'hi troben molt ben representades i constituïxen, a més d'una de les majors riqueses de la marjal, un dels principals motius pel qual ha estat acceptada en el Conveni Ramsar. Entre les espècies nidificants hi ha el cabussonet, el cabrellot, el gomet, l'agró roig, la rosseta i la camallonga.
El fumarell de galta blanca és una de les espècies més representatives. També hi destaca el gall de canyar, espècie fins fa poc extinta al País Valencià.

## Hidrografia

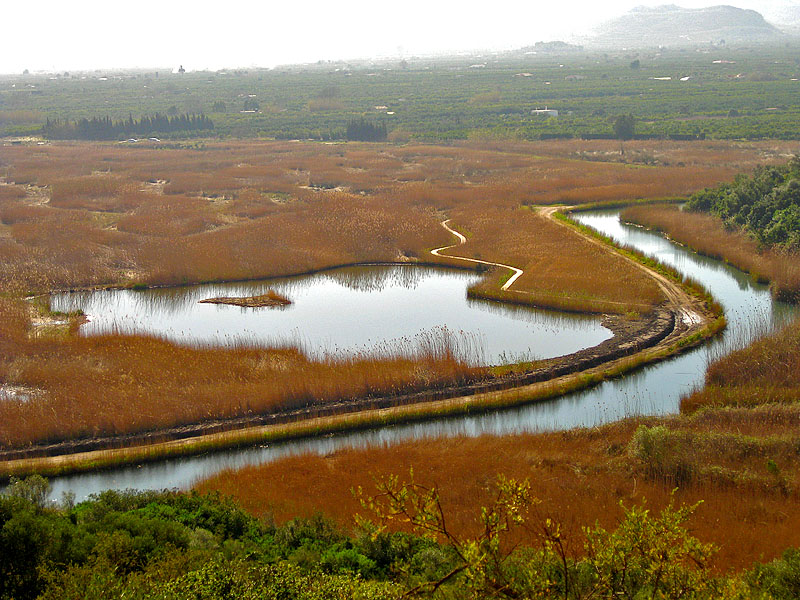
Vista de la marjal i el riu Bullent des d'un turó

Un dels rius de major cabal i d'aigües més netes del País Valencià meridional, el riu Bullent o del Vedat, que naix al mateix parc, flanqueja la marjal pel nord. Un altre riu que naix al parc natural, el riu del Molinell o dels Racons, situat al sud del paratge, ha estat modificat i canalitzat en diverses èpoques. La serra de Mostalla, al nord, i la serra de Segària, al sud, emmarquen est excepcional enclavament.

## Activitat humana
A la marjal hi ha restes d'establiments neolítics palafítics. La part alta l'ocupen tarongerars, encara que fa anys, segons la descripció del botànic Cavanilles, hi va haver blat i també moreres: encara que se'n troben algunes en el camí que discorre entre la Muntanya Verda i el riu Bullent. El cultiu de l'arròs va tenir gran auge en la zona més baixa de la marjal fins a la dècada dels seixanta del segle XX. Tanmateix, posteriorment, s'abandonà i s'endegà un pla de dessecament de l'indret per dedicar-lo al cultiu hortícola.
De mica en mica, la demanda social va conduir a la protecció d'una de les darreres zones humides del País Valencià. A partir de 1994, la marjal de Pego-Oliva s'inclou en la llista del Conveni Ramsar, en el qual figuren les principals zones humides del món. La marjal, els rius i les muntanyes que els envolten es van declarar parc natural a gener de 1995.

## Història d'un conflicte

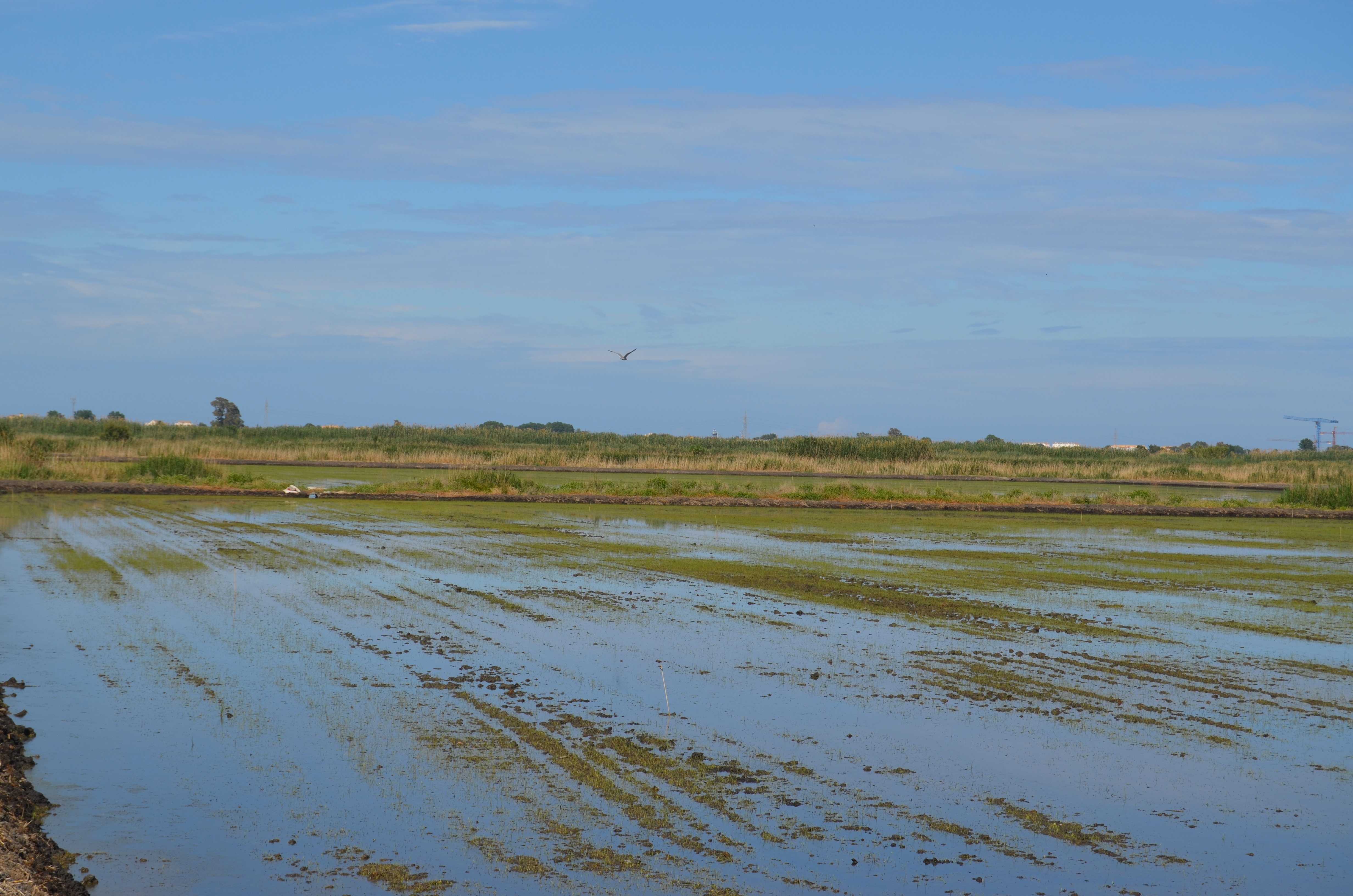
Camps d'arrós a la marjal

El 6 de maig de 1996, la Conselleria d'Agricultura i Medi ambient va establir, d'acord amb la llei 11/1994 d'espais naturals protegits de la Comunitat Valenciana, que a la Marjal de Pego-Oliva "no podran realitzar-se actes que comporten una transformació sensible de la realitat física o biològica que puguin arribar a fer impossible o dificultar de manera important la consecució dels objectius del pla".
El cultiu d'arròs en la marjal de Pego va tenir un gran auge fins a la dècada dels setanta del segle XX, però posteriorment s'abandonà per dedicar-lo a l'explotació hortícola. Altres causes, com la revolució agrària de 1975 o l'auge del turisme, van fer que el conreu de l'arròs deixara de ser tan rendible.
Durant els últims vint anys, al voltant de la marjal de Pego-Oliva, s'ha creat un conflicte polític i mediambiental a causa del desig d'alguns llauradors de dessecar-lo, amb la finalitat de guanyar terreny per al cultiu, cosa que xoca amb les polítiques oficials de conservació del parc natural.
També cal destacar la divisió de la Marjal entre dos municipis enfrontats, Pego i Oliva, la qual cosa ha estat font d'un llarg conflicte per al control i l'ús del parc.
Un altre front obert es produïx entre els llauradors, partidaris d'un ús hortícola de la Marjal, i els grups ecologistes, que demanen la preservació de la Marjal com a llacuna. Un dels grups més implicats ha estat la d'Acció Ecologista Agró, que va presentar una denúncia a la Comissió Europea per la situació a la Marjal.
La mesura principal que s'ha pres és l'aprovació del PORN (Pla d'Ordenació de Recursos Naturals). El PORN pretén d'assegurar el subministrament d'aigua tant als pobles de Pego i Oliva, com al parc, alhora que contribuirà a millorar el medi natural. Amb aquest pla l'executiu valencià pretén de posar fi a més de trenta anys de conflictes en aquesta marjal.